# Credit.fr
Credit.fr est une plateforme de prêt aux petites et moyennes entreprises (PME), basée à Levallois-Perret. Fondée en septembre 2014, Credit.fr a pour objectif de permettre aux particuliers de prêter directement aux PME de leur choix afin de financer leur croissance, sans l’intermédiaire de banques. 

## Activités
Credit.fr permet le financement de projets de développement de PME par les particuliers.  

## Histoire

### Création
La structure a été créée à l'initiative de Thomas de Bourayne, le directeur général actuel, et Laurent de Bernède en mars 2015. Expert depuis plus de 20 ans dans le crédit, dont 3 en tant que Président d’Experian France (de 2011 à 2014), Thomas de Bourayne a également occupé des fonctions de Directeur général chez Cofidis de 2007 à 2010.  
Credit.fr a été accompagné par la société de capital-risque Truffle Capital grâce à une première levée de fonds de 3 millions d'€ fin 2014,. Une deuxième levée de fonds de 500 000 € a été effectuée en juin 2015 par Geoffroy Roux de Bézieux, qui rachète l'entreprise à 95%, fin juin 2017. 
En 2019, Credit.fr acquiert la plateforme de financement participatif immobilier Homunity.
Credit.fr est racheté par son concurrent October en 2022,.

### Partenariats
En septembre 2016, HelloBank! s'associe à Credit.fr pour proposer le prêt participatif aux PME,. C'est la première fois qu'une banque propose le crowdlending à ses clients.
L'entreprise a conclu un autre partenariat en 2017 avec l'UMIH.

## Accréditation
Credit.fr est labellisée Entreprise innovante par la BPI et a obtenu des aides pour développer de nouveaux algorithmes de scores. Elle est également labellisée Fintech d’Excellence par le Pôle Finance Innovation.
Credit.fr, en tant qu’IFP (Intermédiaire en Financement Participatif) est enregistré auprès de l’ORIAS. 
Credit.fr est aussi CIP (Conseiller en Investissement Participatif).

## Littérature
- Véronique Bessière et Éric Stéphany, Le crowdfunding : Fondements et pratiques, Louvain-la-Neuve, De boek, 2017, 174 p. (ISBN 978-2-8073-0678-3, lire en ligne)